# Antonio De Gregorio
Antonio De Gregorio detto Nino (Potenza, 28 febbraio 1938 – Potenza, 8 maggio 2015) è stato un politico italiano, deputato dal 1985 al 1987.
È stato militante e dirigente del PSIUP e del PCI, consigliere comunale di Potenza ed uno dei deputati della IX legislatura della Repubblica Italiana.
Muore l'8 maggio 2015 all'età di 77 anni.